# Sassari (stad)
Sassari (Sardijns: Tàtari, Sassarees: Sàssari) is een stad in de noordwesthoek van Sardinië, Italië. Het is de hoofdstad van de provincie Sassari.
Sassari-stad heeft ongeveer 130.000 inwoners. De stad herbergt een universiteit, die gespecialiseerd is in rechtenstudies. De stad is rijk aan kerken uit verschillende perioden, waarvan de Dom van Sint-Nicolaas (Duomo di San Nicola, 13e eeuw, met later - 17e eeuw - toegevoegde barokke façade) de belangrijkste is. In het museum is een grote collectie archeologische vondsten tentoongesteld. De Fenicische ruïnes bij Bosa zijn bezienswaardig. Over een lengte en breedte van honderden meters zijn fundamenten en grondvesten van huizen en paleizen blootgelegd, waardoor een interessant leefpatroon in vroegere dagen (3000 jaar geleden) herkenbaar is. Hier hadden de Feniciërs, een zeevarend en handeldrijvend volk vanuit de Libanon, een handelspost ingericht. Van hieruit voeren ze nog verder, onder andere naar Cádiz in Spanje.
In en rondom Sassari wordt een op Corsicaans gelijkend dialect gesproken, het Sassaresisch Sardisch.

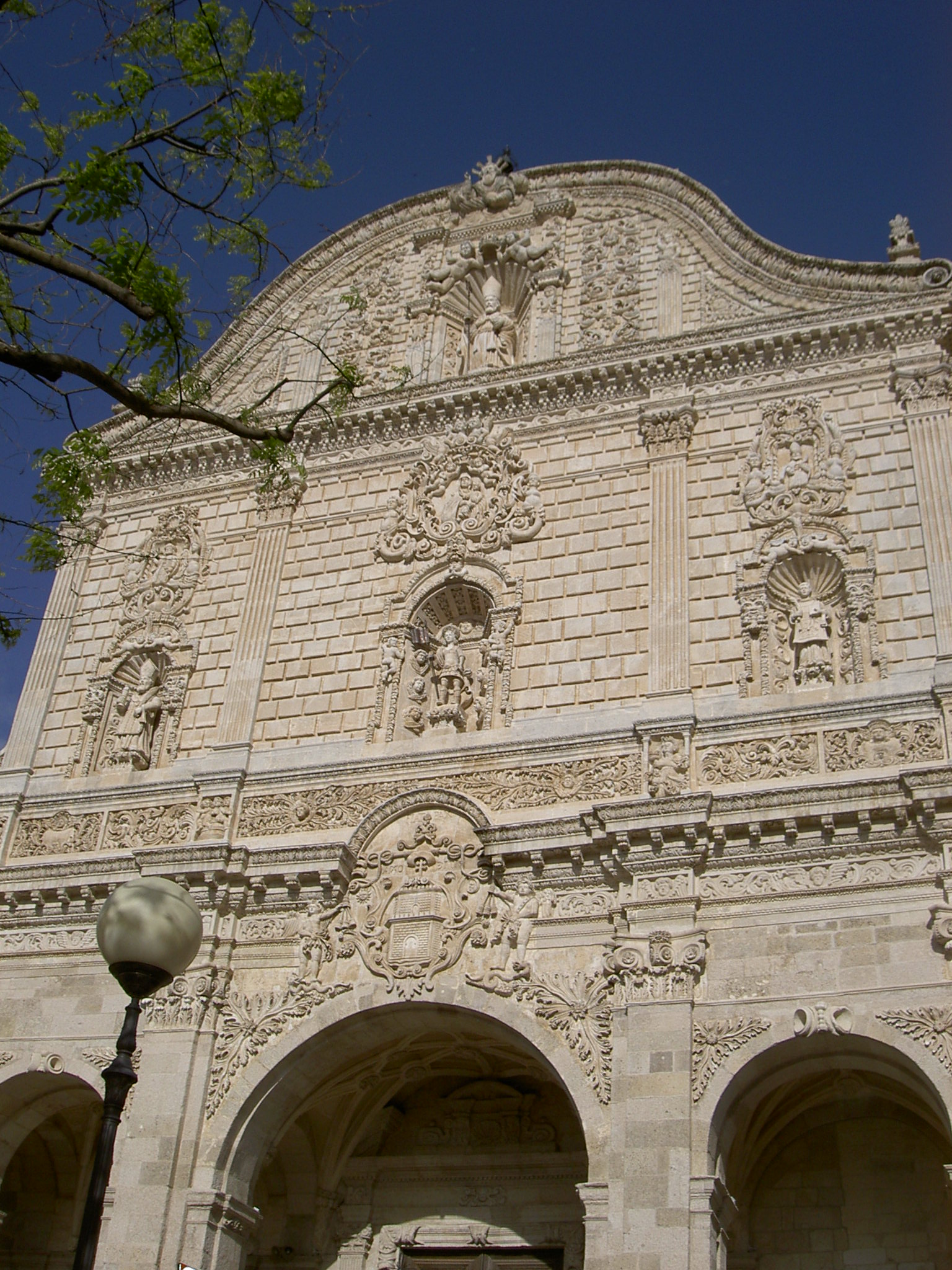
Dom van Sint-Nicolaas

## Geboren in Sassari
- Mario Sironi (1885-1961), kunstschilder
- Antonio Segni (1891-1972), politicus; tweevoudig premier en 4e president van Italië
- Enrico Berlinguer (1922-1984), communistsch politicus
- Francesco Cossiga (1928-2010), achtste president van Italië
- Pietro Paolo Virdis (1957), voetballer
- Domenico Brigaglia (1958), motorcoureur
- Elisabetta Canalis (1978), model, actrice en presentatrice